# Sonata para piano n.º 23 (Beethoven)

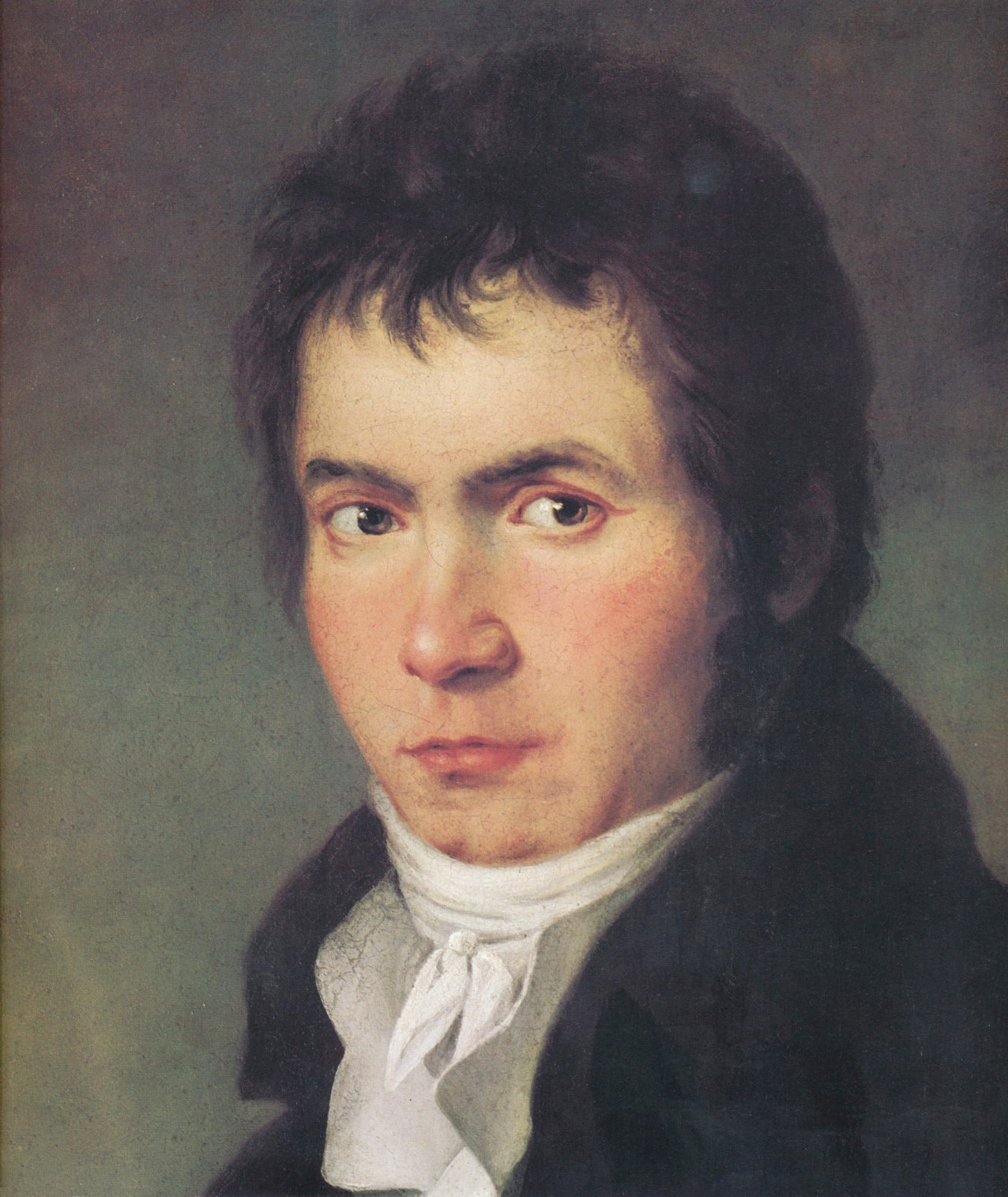
Beethoven en 1804.

La sonata para piano n.º 23 en fa menor, Op. 57, conocida como "Appassionata", fue compuesta por Ludwig van Beethoven entre 1804 y 1806. La partitura está dedicada al conde Franz Brunsvik. Está considerada como una de las tres sonatas para piano más notables de su periodo medio, junto con la Sonata Waldstein y Les adieux, Op. 81a.

## Historia

### Composición
La composición de la pieza tuvo lugar en Döbling, un pueblo cerca de Viena. Comenzó a trabajar en el verano de 1804 y continuó los dos años siguientes. Desde la redacción de su Testamento de Heiligenstadt en 1802 hasta la composición de la Appassionata, Beethoven produjo algunas de sus obras más emblemáticas, entre las que se encuentran la ópera Fidelio, el Concierto para piano n.º 4 Op. 58, los Cuartetos Rasumovsky, Op. 59, la Sinfonía n.º 4 y el Concierto para violín, Op. 61. Es una música que presagia y anuncia la llegada de lo que comúnmente se identifica como el "segundo" periodo de su obra creativa. Según parece, el compositor se había encerrado en sí mismo y había empezado a producir música que sólo él podía comprender.  Fue el Beethoven de estas obras quien dio rienda suelta a la Sonata Appassionata. Se conserva la partitura autógrafa, que fue un regalo del maestro alemán a la pianista Marie Kiene Bigot de Morogues. En 1809 la pianista junto con su esposo se trasladaron a París y en 1816 fue profesora de Mendelssohn. En 1889 donó la partitura al Conservatorio de Música de París.

### Publicación

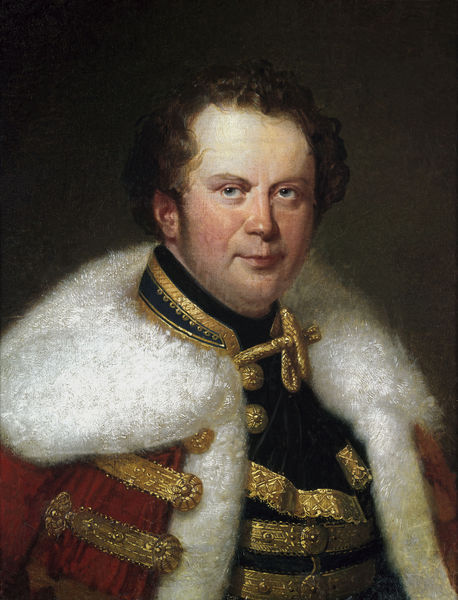
Franz Brunsvik, dedicatario de la pieza.

Al parecer el compositor ofreció esta pieza junto con otras dos sonatas a la editorial Breitkopf & Härtel para su publicación en una carta que data del 18 de abril de 1805. Esta oferta no llegó a materializarse y se desconocen los motivos que provocaron el cambio de editorial. Finalmente, la obra fue publicada por primera vez por Bureau des Arts et d'Industrie en febrero de 1807 en Viena.
La dedicatoria que figura en la partitura es para el conde Franz Brunsvik von Korompa, que era amigo personal de Beethoven y un excelente violonchelista. Su esposa Sidonie Justh era una gran pianista. Este mismo conde fue dedicatario de la Fantasía para piano, Op. 77. Asimismo, el compositor era próximo a las dos hermanas del conde, Therese y Josephine, a quienes había dado clases de piano en 1799 y les había dedicado algunas piezas.

### Nombre
"Appassionata" un término en italiano que significa "apasionada". "Sonata appassionata" fue el título asignado por el editor August Cranz a la obra en una versión para piano a cuatro manos que publicó en 1838 en Hamburgo. Este parece ser el primer uso de esta denominación que con el tiempo se convirtió en su sobrenombre más famoso.

## Estructura y análisis
La sonata consta de tres movimientos:
- I. Allegro assai, en fa menor 12
8
- II. Andante con moto [-attacca-], en re bemol mayor 2
4
- III. Allegro ma non troppo – Presto, en fa menor 2
4

La interpretación de esta obra dura aproximadamente 23 minutos. Beethoven impone aquí unas exigencias formidables tanto al intérprete como al instrumento (especialmente a los pianos de su época).

### I.Allegro assai
El primer movimiento, Allegro assai, está escrito en la tonalidad de fa menor, en compás de 12/8 y sigue la forma sonata. Es un allegro de sonata sin repeticiones que dura unos 10 minutos. La tonalidad elegida, fa menor, se nota al hacer uso frecuente del registro grave y oscuro del fa más grave del piano, que era la nota más grave del instrumento en aquella época. La pieza se va moviendo entre rápidos cambios de tonalidad así como de dinámica y se caracteriza por un uso económico de los temas.
El tema principal es oscuro y enigmático que estalla abruptamente con lo que algunos han llamado gritos de rabia. Tiene un ritmo característico, como con puntillo, pero con una proporción de 5:6, en lugar de una de 3:4, que es difícil de tocar. La obra plantea exigencias inmediatas y temibles al pianista, exigiendo tanto puñados de acordes percusivos como una figuración de acompañamiento que requiere la máxima delicadeza. El movimiento avanza con una intensidad demoníaca y un audaz sentido armónico; la frase inicial, por ejemplo, se repite medio paso más arriba en la segunda frase, envolviendo momentáneamente el centro tonal en una extraña e inquietante ambigüedad. Prefigurando el motivo breve-breve-breve-larga de la Quinta Sinfonía entre sus materiales rítmicos, la Appassionata se desarrolla con un esquema rítmico volátil de arranque y parada, que le confiere una particular sensación de conflicto y urgencia. El segundo tema hace clara referencia al primero; aunque la génesis de su ritmo y contorno es obvia, Beethoven lo transforma aquí en un momento de respiro lírico y anhelante, aunque breve.

### II.Andante con moto
El segundo movimiento, Andante con moto, está en re bemol mayor, en compás de 2/4 y sigue la forma de tema con tres variaciones. El tema inicial es una melodía sencilla y calmada, casi como un himno, que conserva un matiz de los ritmos con puntillo del primer movimiento. Se estructura en dos partes de ocho compases, que se repiten. Las variaciones hacen uso de un recurso llamado "crescendo rítmico", que consiste en ir incluyendo figuras cada vez más breves en cada nueva variación. Esta técnica genera la sensación de que cada variación se mueve más rápido que la anterior.
- La variación I es similar al tema original, pero tocando síncopas con la mano izquierda.
- La variación II es una ornamentación del tema en semicorcheas.
- La variación III es una rápida ornamentación en fusas. No es una repetición sino que ambas manos toman secciones del tema cada una.

El movimiento se cierra con una repetición con ligeros cambios del tema original más sosegado. Pero la cadencia final, en lugar de acabar de manera calmada, presenta un acorde de séptima disminuida marcada primero en pianissimo y luego fortissimo como un trueno que nos lleva sin pausa al tercer movimiento.

### III.Allegroma non troppo-Presto
El tercer y último movimiento, Allegro ma non troppo, está en la tonalidad inicial, en compás de 2/4 y adopta la forma sonata-allegro con coda. Es otro allegro de sonata con la inusual indicación de repetir sólo la segunda parte, es decir, se repite el desarrollo y la reexposición pero no la exposición. Se inicia reiterando la sonoridad del acorde de séptima disminuida que cerró el Andante anterior. La exposición hace un uso de semicorcheas, a modo de perpetuum mobile, tan incesante que da la impresión de ser monotemática. Las semicorcheas sólo se interrumpen en el desarrollo y en la coda. La coda, marcada como Presto, es una explosión de furia que va seguida de una reiteración del tema inicial que aporta una dramática conclusión.
Beethoven terminó el tercer movimiento de su Sinfonía n.º 5 con una tensión irresuelta. Sin pausa entre los movimientos, sigue el cuarto con una fanfarria triunfal. A semejanza de éste, aquí también hay un breve momento de tensión sin resolver al terminar el movimiento intermedio (una pausa un poco más breve que en la Quinta). Pero, a diferencia del triunfo de la Quinta, este movimiento final anuncia en sí la agonía y tiene una coda desesperada.

## Recepción de la obra
Según el alumno de Beethoven Carl Czerny, el compositor consideraba esta "su mejor sonata hasta el periodo en que compuso el Op. 106." También Maynard Solomon comenta cómo las Sonatas para piano n.º 23 y n.º 24 fueron las favoritas de Beethoven, hasta que escribió la Sonata n.º 29.
Ha recibido varios adjetivos de parte de los críticos: "apasionada", "desesperada" y "que quita el aliento".